# Celyphus eos
Celyphus eos är en tvåvingeart som beskrevs av Frey 1941. Celyphus eos ingår i släktet Celyphus och familjen Celyphidae. Inga underarter finns listade i Catalogue of Life.